# The Crew Motorfest
The Crew Motorfest ist ein Rennspiel, das von Ubisoft Ivory Tower entwickelt und von Ubisoft für PlayStation 4, PlayStation 5, Windows, Xbox One und Xbox Series X/S veröffentlicht wurde. Es ist die Fortsetzung des 2018 erschienenen The Crew 2 und das dritte Spiel der The-Crew-Reihe, das am 14. September 2023 erschienen ist. Wie seine Vorgänger ist das Spiel in einer offenen Welt angesiedelt, diesmal auf einer verkleinerten Version der hawaiianischen Insel Oʻahu.

## Gameplay
The Crew Motorfest spielt in einer verkleinerten Version der Insel Oʻahu auf Hawaii und dreht sich um ein Festival, das als Hauptbereich für den Zugang zu den verschiedenen Ereignissen im Spiel dienen wird. Das Gameplay ähnelt dem der vorherigen Spiele der Serie und bietet Online-Multiplayer-Funktionen, die im Spiel als „Crew“ bezeichnet werden, sowie die Möglichkeit, andere Fahrzeuge als Autos wie Flugzeuge und Boote zu steuern.

## Entwicklung und Veröffentlichung
The Crew Motorfest wird von Ubisoft Ivory Tower entwickelt. Während der Entwicklung war es intern als Project Orlando bekannt, bis im Oktober 2022 der Titel des Spiels bekannt gegeben wurde. Es wurde mit einem Trailer angekündigt, der am 31. Januar 2023 veröffentlicht wurde. Eine geschlossene Testphase für Motorfest auf PC begann am 1. Februar 2023. Das Spiel ist am 14. September 2023 für PlayStation 4, PlayStation 5, Windows, Xbox One und Xbox Series X/S erschienen. Journalisten bemerkten die Ähnlichkeiten zwischen Motorfest und den ersten beiden Test-Drive-Unlimited-Spielen (2006 und 2011), an denen mehrere Entwickler von Ivory Tower zuvor gearbeitet haben und die ebenfalls Oʻahu als Hauptschauplatz hatten.